# Excite
Excite ist ein Internetportal mit Suchmaschine und eigenem Webverzeichnis.
Es gehörte zu den bekanntesten Seiten des Internets und war zusammen mit Yahoo und Netscape einer der Pioniere der sogenannten dotcoms der 1990er Jahre. Damals arbeitete Excite mit eigenen Suchalgorithmen und bestach durch ein im Vergleich zur Konkurrenz sehr zielsicheres Ranking. Inzwischen arbeitet als Suchdienst auf excite.com eine Metasuchmaschine und die Sites für verschiedene Länder präsentieren sich als vielfältig personalisierbare Webportale, wobei sich die Auftritte von Land zu Land teilweise deutlich unterscheiden.

## Firmengeschichte

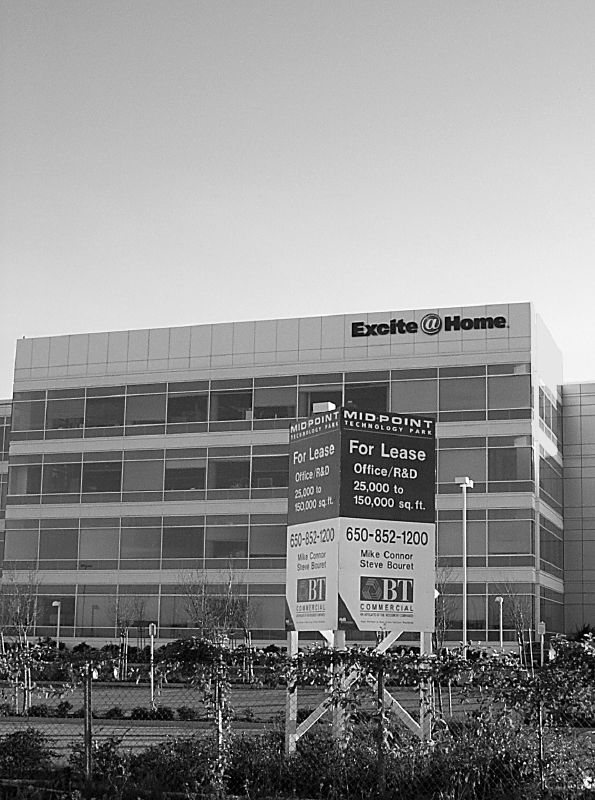
Zum Verkauf angebotenes Excite@Home-Firmengebäude

Excite wurde im Jahr 1994 als Architext von Mark Van Haren, Ryan McIntyre, Ben Lutch, Joe Kraus, Graham Spencer und Martin Reinfried (außer Kraus alle Computerstudenten an der Stanford University) mit einem Startkapital von 4000 US-Dollar gegründet. Ein Jahr später folgte eine Finanzierungsrunde von Kleiner Perkins Caufield & Byers und Geoff Yang of Institutional Venture Partners über jeweils 1,5 Millionen US-Dollar und die Seite ging online.
Am 4. April 1996 ging excite an die Nasdaq-Börse, mit 2 Millionen Aktien (XCIT) zum Ausgabepreis von 17 US-Dollar pro Aktie. 1996 kaufte die Firma die Suchmaschinen Magellan und WebCrawler. Am 28. Mai 1999 fusionierte die Firma mit dem Breitband-Internetprovider @Home Network und nannte sich fortan Excite@Home. Für 780 Millionen US-Dollar kauften sie die Grußkartenfirma Blue Mountain Arts von Jared Polis.
Im selben Jahr boten Larry Page und Sergey Brin ihre Suchmaschine Google für 1 Million US-Dollar Excite@Home an, was diese ablehnte.
Durch die Dotcom-Blase im März 2000 verlor die Firma an Wert und geriet 2001 in Geldnot. Im Mai 2001 hackte sich Adrian Lamo erfolgreich in das Netz von Excite. Im September 2001 verkaufte Excite@Home die zuvor übernommene Grußkartenfirma Blue Mountains Arts für 35 Millionen US-Dollar (weniger als fünf Prozent des Kaufpreises) an American Greetings.
Am 1. Oktober 2001 beantragte Excite@Home Insolvenz beim U.S. Bankruptcy Court for the Northern District of California. Die noch verbleibenden 1350 Mitarbeiter wurden in den folgenden Monaten freigesetzt.
Im März 2004 wurde die Firma von Ask.com übernommen. Excite befindet sich daher momentan im Besitz von IAC Search & Media.